# Albania (La Guajira)
Albania es un municipio colombiano ubicado en el departamento de La Guajira. Fue creado el 19 de marzo de 2000, el municipio más recientemente fundado de este departamento después de La Jagua del Pilar, Dibulla y Distracción. Está ubicado en cercanías de la mina de carbón El Cerrejón.

## División Político-Administrativa
Además de su cabecera municipal, Albania tiene bajo su jurisdicción los centros poblados:
- Cuestecitas
- Los Ranchos
- Los Remedios
- Piturumana
- Porciosa
- Ware Waren

### Resguardos indígenas
- Resguardo Indígena Wayúu de la Alta y Media Guajira
- Resguardo Indígena Wayúu Cuatro de Noviembre
- Upurai

## Historia
En la época precolombina, el territorio del actual municipio de Albania estuvo habitado por los indígenas kariachiles, wayúu (o guajiros) y kusinas (o cocinas). Durante la Conquista española, estas tierras no fueron exploradas.
Para inicios del siglo XVI, expediciones europeas surcan el territorio por medio del río Ranchería, al que en un principio se llamó El Hacha. El proceso de incursión fue lento y dificultoso, y se hizo a instancias de la provincia de Riohacha.
El 27 de enero de 1801 se reconoce como la fecha formal de fundación. Durante el siglo XIX este territorio perteneció a la provincia de Padilla, y después en su totalidad al Estado Soberano del Magdalena, en la Colombia federal. En 1911 es integrado a la Comisaría de La Guajira, entidad subnacional a la que ha pertenecido durante su historia como Intendencia y Departamento.
Por acto de la Asamblea Departamental de La Guajira, el 19 de marzo de 2000 se erige el municipio, comprendiendo territorios de los municipios de Fonseca y Maicao.

## Geografía
Este municipio se encuentra ubicado en una gran cuenca sedimentaria de carbón, que es explotada por la firma de empresas transnacionales extranjeras El Cerrejón; además está constituido por un terreno plano entre la planicie aluvial del río Ranchería y la bajiplanicie guajira, y también por los territorios elevados del flanco occidental de la Serranía del Perijá y las laderas orientales de la Sierra Nevada.

### Límites[4]
| Noroeste: Maicao   | Norte: Maicao  | Noreste: Maicao    |
| Oeste: Riohacha    |                | Este: Maicao       |
| Suroeste Hatonuevo | Sur: Barrancas | Sureste: Venezuela |

## Clima
El municipio de Albania posee un clima cálido con precipitaciones anuales frecuentes entre los meses de junio y julio, y de septiembre a noviembre. Los frentes de precipitación son procedentes, por un lado del golfo de Venezuela, y por otro, del mar Caribe desplazados por los vientos alisios.
En los terrenos elevados, las precipitaciones son muy abundantes. 

## Estructura organizacional municipal
| Albania      | Albania     | Albania                    |
| Departamento | Código DANE | Categoría municipal (2023) |
| ------------ | ----------- | -------------------------- |
| La Guajira   | 44035       | Quinta                     |

- Personería: Es un centro del Ministerio Público de Colombia que ejerce, vigila y hace control sobre la gestión de las alcaldías y entes descentralizados; velan por la promoción y protección de los derechos humanos; vigilan el debido proceso, la conservación del medio ambiente, el patrimonio público y la prestación eficiente de los servicios públicos, garantizando a la ciudadanía la defensa de sus derechos e intereses.

- Concejo Municipal: Es la suprema autoridad política del municipio. En materia administrativa sus atribuciones son de carácter normativo. También le corresponde vigilar y hacer control político a la administración municipal. Se regulan por los reglamentos internos de la corporación en el marco de la Constitución Política Colombiana (artículo 313) y las leyes, en especial la Ley 136 de 1994 y la Ley 1551 de 2012.

Constituido por 13 concejales por un periodo de 4 años.
- Alcaldía Municipal: En esta se encuentra la administración municipal y las entidades descentralizadas del municipio.

El alcalde se pronuncia mediante decretos y se desempeña como representante legal, judicial y extrajudicial del municipio. El actual alcalde municipal es Nera Robles Bonivento (2024-2027), elegido por voto popular.
- JAL.